# Jesús Ferreira
Jesús David Ferreira Castro (sinh ngày 24 tháng 12 năm 2000) là một cầu thủ bóng đá chuyên nghiệp người Mỹ hiện đang thi đấu ở vị trí tiền đạo cho câu lạc bộ FC Dallas tại Major League Soocer và đội tuyển bóng đá quốc gia Hoa Kỳ.
Sinh ra ở Colombia, Ferreira chuyển đến Dallas, Texas, Hoa Kỳ năm 10 tuổi sau khi cha anh gia nhập FC Dallas. Anh cũng gia nhập đội bóng trẻ và tiến bộ qua các cấp bậc trước khi ký hợp đồng chuyên nghiệp câu lạc bộ vào năm 2016. Anh đã ghi bàn thắng chuyên nghiệp đầu tiên trong trận ra mắt vào tháng 6 năm 2017, gặp Real Salt Lake. Năm 2018, Ferreira được Tulsa Roughnecks ở United Soccer League cho mượn, nơi anh ghi 6 bàn sau 14 trận, trong đó có cú hat-trick đầu tiên trong sự nghiệp. Mùa giải tiếp theo, Ferreira trở lại FC Dallas và bứt phá ngay từ đầu dưới thời huấn luyện viên Luchi Gonzalez.

## Sự nghiệp câu lạc bộ

### FC Dallas
Sinh ra ở Colombia, Ferreira chuyển đến Hoa Kỳ khi mới 10 tuổi. Anh gia nhập đội bóng FC Dallas vào ngày 17 tháng 11 năm 2016. Anh ra mắt chuyên nghiệp bóng đá ngày 3 tháng 6 năm 2017, vào sân thay người ở phút thứ 71 trong chiến thắng 6–2 trước Real Salt Lake, ghi bàn thắng đầu tiên ở phút thứ 89.
Tháng 5 năm 2018, Ferreira được Tulsa Roughnecks FC cho mượn và ghi bàn thắng đầu tiên cho Tulsa trong trận gặp Real Monarchs vào ngày 18 tháng 8 năm 2018 và lập hat-trick đầu tiên trong sự nghiệp vào ngày 5 tháng 9 năm 2018, gặp Seattle Sounders FC 2.
Ngày 10 tháng 12 năm 2019, Ferreira ký hợp đồng thêm 4 năm với FC Dallas.
Ferreira ghi cú đúp đầu tiên ở Major League Soocer vào ngày 29 tháng 8 năm 2021, ghi hai bàn trong chiến thắng 5-3 trước Austin FC.
Ngày 18 tháng 1 năm 2022, Ferreira ký hợp đồng ở lại FC Dallas cho đến năm 2025. Ferreira được chọn là cầu thủ xuất sắc nhất Major League Soocer vào tuần 4 của mùa giải 2022 sau khi lập một hat-trick và một pha kiến tạo cho FC Dallas trong chiến thắng 4–1 trước Portland Timbers.

## Sự nghiệp quốc tế
Ngày 1 tháng 2 năm 2020, Ferreira có trận ra mắt quốc tế cho Hoa Kỳ trong trận giao hữu gặp Costa Rica. Vào ngày 31 tháng 1 năm 2021, anh ghi bàn thắng đầu tiên và thứ hai ở đội tuyển quốc gia và được vinh danh là Cầu thủ xuất sắc nhất trận trong trận đấu.
Ngày 10 tháng 6 năm 2022, Ferreira lập hat-trick đầu tiên cho đội tuyển quốc gia Hoa Kỳ khi ghi 4 bàn thắng vào lưới đối thủ Grenada tại CONCACAF Nations League 2022–23.

## Đời sống cá nhân
Jesús Ferreira là con trai của David Ferreira, một cầu thủ chuyên nghiệp đã từng thi đấu cho các câu lạc bộ như América de Cali, Atlético Paranaense, FC Dallas và đội tuyển bóng đá quốc gia Colombia. Tháng 12 năm 2019, Ferreira được nhập quốc tịch Hoa Kỳ.

## Thống kê sự nghiệp

### Câu lạc bộ
Tính đến 23 tháng 10 năm 2022
| Câu lạc bộ              | Mùa giải          | Giải đấu            | Giải đấu | Giải đấu | Cúp Quốc gia | Cúp Quốc gia | Châu lục | Châu lục | Khác | Khác | Tổng cộng | Tổng cộng |
| Câu lạc bộ              | Mùa giải          | Hạng                | Trận     | Bàn      | Trận         | Bàn          | Trận     | Bàn      | Trận | Bàn  | Trận      | Bàn       |
| ----------------------- | ----------------- | ------------------- | -------- | -------- | ------------ | ------------ | -------- | -------- | ---- | ---- | --------- | --------- |
| FC Dallas               | 2017              | Major League Soocer | 1        | 1        | —            | —            | —        | —        | —    | —    | 1         | 1         |
| FC Dallas               | 2018              | Major League Soocer | 1        | 0        | —            | —            | —        | —        | —    | —    | 1         | 0         |
| FC Dallas               | 2019              | Major League Soocer | 33       | 8        | 2            | 0            | —        | —        | 1    | 0    | 36        | 8         |
| FC Dallas               | 2020              | Major League Soocer | 19       | 1        | —            | —            | —        | —        | 2    | 0    | 21        | 1         |
| FC Dallas               | 2021              | Major League Soocer | 27       | 8        | —            | —            | —        | —        | —    | —    | 27        | 8         |
| FC Dallas               | 2022              | Major League Soocer | 33       | 18       | 2            | 0            | —        | —        | 2    | 0    | 37        | 18        |
| FC Dallas               | Tổng cộng         | Tổng cộng           | 114      | 36       | 4            | 0            | 0        | 0        | 5    | 0    | 123       | 36        |
| Tulsa Roughnecks (mượn) | 2018              | USL                 | 14       | 6        | —            | —            | —        | —        | —    | —    | 14        | 6         |
| Tổng số sự nghiệp       | Tổng số sự nghiệp | Tổng số sự nghiệp   | 128      | 42       | 4            | 0            | 0        | 0        | 5    | 0    | 137       | 42        |

### Đội tuyển quốc gia
Tính đến 12 tháng 7 năm 2023
| Đội tuyển quốc gia | Năm       | Trận | Bàn |
| ------------------ | --------- | ---- | --- |
| Hoa Kỳ             | 2020      | 1    | 0   |
| Hoa Kỳ             | 2021      | 4    | 2   |
| Hoa Kỳ             | 2022      | 11   | 5   |
| Hoa Kỳ             | 2023      | 7    | 8   |
| Tổng cộng          | Tổng cộng | 23   | 15  |

| STT | Ngày tháng          | Địa điểm                                        | Đối thủ              | Bàn thắng | Kết quả       | Giải đấu                        |
| --- | ------------------- | ----------------------------------------------- | -------------------- | --------- | ------------- | ------------------------------- |
| 1.  | 31 tháng 1 năm 2021 | Sân vận động Exploria, Orlando, Hoa Kỳ          | Trinidad và Tobago   | 2–0       | 7–0           | Giao hữu                        |
| 2.  | 31 tháng 1 năm 2021 | Sân vận động Exploria, Orlando, Hoa Kỳ          | Trinidad và Tobago   | 7–0       | 7–0           | Giao hữu                        |
| 3.  | 27 tháng 3 năm 2022 | Sân vận động Exploria, Orlando, Hoa Kỳ          | Panama               | 3–0       | 5–1           | Vòng loại FIFA World Cup 2022   |
| 4.  | 10 tháng 6 năm 2022 | Sân vận động Q2, Austin, Hoa Kỳ                 | Grenada              | 1–0       | 5–0           | CONCACAF Nations League 2022–23 |
| 5.  | 10 tháng 6 năm 2022 | Sân vận động Q2, Austin, Hoa Kỳ                 | 2–0                  |           | 5–0           | CONCACAF Nations League 2022–23 |
| 6.  | 10 tháng 6 năm 2022 | Sân vận động Q2, Austin, Hoa Kỳ                 | 3–0                  |           | 5–0           | CONCACAF Nations League 2022–23 |
| 7.  | 10 tháng 6 năm 2022 | Sân vận động Q2, Austin, Hoa Kỳ                 | 5–0                  |           | 5–0           | CONCACAF Nations League 2022–23 |
| 8.  | 19 tháng 4 năm 2023 | Sân vận động State Farm, Glendale, Hoa Kỳ       | México               | 1–1       | 1–1           | Giao hữu                        |
| 9.  | 28 tháng 6 năm 2023 | CityPark, St. Louis, Hoa Kỳ                     | Saint Kitts và Nevis | 3–0       | 6–0           | Cúp Vàng CONCACAF 2023          |
| 10. | 28 tháng 6 năm 2023 | CityPark, St. Louis, Hoa Kỳ                     | 4–0                  |           | 6–0           | Cúp Vàng CONCACAF 2023          |
| 11. | 28 tháng 6 năm 2023 | CityPark, St. Louis, Hoa Kỳ                     | 5–0                  |           | 6–0           | Cúp Vàng CONCACAF 2023          |
| 12. | July 2, 2023        | Sân vận động Bank of America, Charlotte, Hoa Kỳ | Trinidad và Tobago   | 1–0       | 6–0           | Cúp Vàng CONCACAF 2023          |
| 13. | July 2, 2023        | Sân vận động Bank of America, Charlotte, Hoa Kỳ | 2–0                  |           | 6–0           | Cúp Vàng CONCACAF 2023          |
| 14. | July 2, 2023        | Sân vận động Bank of America, Charlotte, Hoa Kỳ | 3–0                  |           | 6–0           | Cúp Vàng CONCACAF 2023          |
| 15. | July 12, 2023       | Sân vận động Snapdragon, San Diego, Hoa Kỳ      | Panama               | 1–1       | 1–1 (4–5) (p) | Cúp Vàng CONCACAF 2023          |

## Danh hiệu
Cá nhân
- Đội hình siêu sao MLS : 2022[19]
- Cầu thủ trẻ xuất sắc nhất năm của MLS : 2022[20]
- Đội hình xuất sắc nhất MLS: 2022[21]